# Scoop 3
Albums de Pete Townshend
The Oceanic Concerts
(2001) Live: La Jolla
(2001)
Scoop 3 est un album de Pete Townshend sorti en 2001. Suite de Scoop et Another Scoop, cette compilation réunit des démos de Townshend enregistrées pour les Who ou sa carrière solo.

## Titres

### Disque 1
1. Can You See the Real Me – 4:18
2. Dirty Water – 1:04
3. Commonwealth Boys – 3:39
4. Theme 015 – 0:42
5. Marty Robbins – 1:42
6. I Like It the Way It Is – 4:38
7. Theme 016 – 0:41
8. No Way Out (However Much I Booze) – 6:07
9. Collings – 2:35
10. Parvardigar (German version) – 6:47
11. Sea and Sand – 5:01
12. 971104 Arpeggio Piano – 1:37
13. I Am Afraid – 2:30
14. Maxims for Lunch – 2:55
15. Wistful – 2:59
16. Eminence Front – 6:35
17. Lonely Words – 3:57

### Disque 2
1. Prelude 970519 – 0:39
2. Iron Man Recitative – 3:39
3. Tough Boys – 3:11
4. Did You Steal My Money? – 3:53
5. Can You Really Dance? – 3:47
6. Variations on Dirty Jobs – 4:40
7. All Lovers Are Deranged – 3:22
8. Elephants – 2:52
9. Wired to the Moon, Pt. 2 – 1:30
10. How Can You Do It Alone – 6:25
11. Poem Disturbed – 3:11
12. Squirm Squirm – 4:09
13. Outlive the Dinosaur – 3:38
14. Teresa – 4:38
15. Man and Machines – 3:48
16. It's in Ya – 5:32